# Ramona Neubert
Ramona Neubert (nata Göhler; Pirna, 26 luglio 1958) è un'ex multiplista tedesca, vincitrice della medaglia d'oro ai Mondiali di Helsinki 1983.
A inizio anni '80 ha battuto quattro volte il record del mondo dell'eptathlon, primato che ha conservato dal 24 maggio 1981 al 6 maggio 1984.

## Palmarès
| Anno | Manifestazione  | Sede     | Evento     | Risultato | Prestazione | Note |
| ---- | --------------- | -------- | ---------- | --------- | ----------- | ---- |
| 1978 | Europei         | Praga    | Pentathlon | 6ª        | 4.380 p.    |      |
| 1980 | Giochi olimpici | Mosca    | Pentathlon | 4ª        | 4.698 p.    |      |
| 1982 | Europei         | Atene    | Eptathlon  | Oro       | 6.622 p.    |      |
| 1983 | Mondiali        | Helsinki | Eptathlon  | Oro       | 6.714 p.    |      |